# خارگیل سرخ
خارگیل سرخ (نام علمی: Durio dulcis) نام یک گونه از سرده خارگیل است.